# Durchzügler
Als Durchzügler oder Durchzieher werden Tiere, speziell Zugvögel bezeichnet, die sich in einem bestimmten Gebiet nicht fortpflanzen, dieses Gebiet aber auf ihrem Zug zwischen Winterquartier und Sommerlebensraum durchqueren. Diese Tiere werden in dem Gebiet also nur während der artspezifischen Zugzeiten beobachtet, meist überhinfliegend oder kurz rastend. Es handelt sich meist um Vögel, aber auch um Fledermäuse.
Typische Beispiele für Durchzügler unter den Vögeln sind in  Mitteleuropa die Zwergmöwe, der Sichelstrandläufer oder der Regenbrachvogel. 